# Foo Fighters Live at Wembley Stadium
Foo Fighters Live at Wembley Stadium je sestřih ze dvou koncertů americké skupiny Foo Fighters, které se konaly v červnu roku 2008 na londýnském New Wembley Stadium. Byly to vůbec největší koncerty v historii skupiny. Speciálními hosty na jednom z nich byli Jimmy Page a John Paul Jones z Led Zeppelin.

## Seznam písní
1. The Pretender
2. Times Like These
3. No Way Back
4. Cheer Up, Boys (Your Make Up Is Running)
5. Learn To Fly
6. Long Road To Ruin
7. Breakout
8. Stacked Actors
9. Skin and Bones
10. Marigold
11. My Hero
12. Cold Day in the Sun
13. Everlong
14. Monkey Wrench
15. All My Life
16. Rock and Roll
17. Ramble On
18. Best of You

## Nástrojové obsazení
- Dave Grohl – kytara, zpěv
- Taylor Hawkins – bicí, zpěv
- Chris Shiflett – kytara
- Nate Mendel – basová kytara
- Pat Smear – kytara
- Rami Jaffee – piano, keyboard, akordeon
- Drew Hester – perkuse
- Jesse Greene – housle, cello, vokály

- Jimmy Page – kytara v písni Rock and Roll a Ramble on
- John Paul Jones – basová kytara v písni Rock and Roll a Ramble on